# گروه بیارکه اینگلس
گروه بیارکه اینگلس ((به انگلیسی: Bjarke Ingels Group) که با عنوان بیگ نیز شناخته می‌شود، گروه معماری بین الملی است که در سال ۲۰۰۵ توسط بیارکه اینگلس در کوپنهاگ دانمارک به وجود آمده‌است. وی در سال ۲۰۱۰ یک شعبه در شهر نیویورک گشود.
این گروه از معماران، طراحان، سازندگان و متفکران کوپنهاگ و نیویورکی است که در زمینه‌های معماری و شهرسازی و توسعهٔ عملکردها اقدام به انجام فعالیت می‌کنند. این شرکت در حال حاضر در پروژه‌های بسیاری در سراسر جهان نظیر اروپا، آمریکای شمالی، آسیا و خاورمیانه مشارکت دارد. معماری بیگ همراه با بررسی و تجزیهٔ این که چگونه زندگی‌های امروز به وجود آمدند پدیدار شده‌است. در این نوع معماری تغییرات چند ملیتی، جریان مربوط به اقتصاد جهانی و تکنولوژی ارتباطات که همگی برای داشتن یک زندگی به روز و شهری مورد نیاز هستند، در نظر گرفته شده‌اند.

## پیش زمینه
بیارکه اینگلس در اواخر سال ۲۰۰۵ گروه بیگ را پس از این که شریکش، جولین دو اسمیت، تصمیم به عدم همکاری با PLOT گرفت تا سال ۲۰۰۱ موفقیت فراوانی کسب کرده بود، پایه‌گذاری کرد. شرکت جدید او توجهات ملی و بین الملی فراوانی را به خود جلب کرد و جوایز بین الملی زیادی را در پایان انسجام بسیاری از پروژه‌های معماری خود کسب نمود. پروژهٔ مسکونی موتین (کوه) در کوپنهاگ که توسط شرکت PLOT آغاز به کار کرده بود از جملهٔ همین پروژه‌های موفق به‌شمار می‌آید.
در طی ۲ سال بعد، بیگ توانست بسیاری از رقابت‌ها را برنده شود و پروژه‌های بسیاری را در سراسر دنیا به خود اختصاص دهد. از جملهٔ این پروژه‌ها می‌توان به ویست تو انرژی پلنت (انرژی‌های هدر رفته طبیعی) که در زمین اسکی کوپنهاگ دانمارک پایه‌گذاری شد یا وست ۵۷ استریت که مربوط به ساخت یک برج در منطقهٔ مسکونی درست فتنر در نیویورک یا گالری هنر ملی در گیرینلند نوک، مرکز کنترل انرژی در سترن در چین یا مرکز هندی کیمبان در یوتای آمریکا را نام برد.

## ایده‌ها
در سال ۲۰۱۴ تکنولوژی داخلی پروژه‌های خاصی را پدیدار ساخت که مربوط به تحقیقات همین گروه بود و طراحی و توسعه و شبیه‌سازی پروژه‌های هوشمند معماری برای تهیهٔ راه حل‌های غیر استاندارد که اصولاً برای مفاهیم طراحی شرکت بیگ به کار می‌رفت را عرضه کرد. این آزمایشگاه کارهای هر چند کوچک و ناچیز را در شرکت بیگ به تصویر می‌کشد.
بیارکه اینگلس می‌گوید:
این آزمایشگاه یک ابزار قدرتمند برای اطلاع‌رسانی و تأثیرگذاری بر روی تصمیم‌های طراحی است و سعی بر این دارد که پتانسیل و امکانات مربوط به پروژه‌ها را در نظر گیرد و کشف کند. این در حالی است که آزمایشگاه سعی دارد با توسعهٔ دامنهٔ معماری سنتی و طرح‌های گوناگون و مصورسازی این طرح‌ها در مقیاس‌های کوچک به روند صعودی و پیشبرد این طرح‌ها کمک کند.
آزمایشگاه در سال ۲۰۱۳ ژنراتور حلقهٔ بنجار برای پروژهٔ ویست تو انرژی پلنت (انرژی‌های هدر رفته طبیعی) در کوپنهاگ را که توسط بیگ در سال ۲۰۱۰ طراحی شده بود را پیاده و عملی کرد. طرح آماده شده مربوط به دو برابرسازی پیست اسکی است مه در ازای هر تن CO2 که در فضا منتشر می‌شود یک حلقه بنجار در نظر گرفته شده‌است این پروژه قرار است در سال ۲۰۱۷ پایان پذیرد.
ایده‌های بیگ در مناطقی پیاده می‌شود که به صورت مستقیم به پروژه‌های ساختمانی بیگ مربوط باشد بسیاری از این ایده‌ها محرمانه می‌مانند که از جملهٔ این ایده‌های محرمانه می‌توان به صنایع هوا و فضا و علم مواد اشاره کرد.
پروژه‌های زیر از جمله پروژه‌های عمومی اند:
- چرخه انرژی بیگ
- دیوارهای سبز
- هویت نما
- بخاری ماینرتز.[۲]

ما براین عقیده ایم که در جهت رویارویی با کشمکش‌های زندگی امروزی معماری قادر است این چالش‌های ناشناخته را به راحتی حل و فصل کند. معماری علمی تخیلی که از عملگرایی متحجر دور باشد قادر است ایده‌های خود را با نمودارها و ساختارهای نوین امروزی پدیدار سازد و آن‌ها را به بازار ارائه دهد. همانند یک برنامهٔ کیمیا گری ما قادریم با ادغام کردن مسائلی نظیر زندگی، اوقات فراغت، کار، خرید و … معماری امروزی را بسازیم. با بارورسازی برنامهٔ کاربردی و ایده‌آل‌های مورد نظر ما به عنوان معمار قادریم با تغییر ظاهر امر و ظاهر سرزمین خود معماری را تغییر دهیم تا با زندگی امروزی وفق پیدا کند.
بیارکه اینگلس درک خود از معماری پایدار را اینچنین تدقیق می‌کند:"معماری ما غالباً به جعبه‌های کسل‌کننده‌ای ختم می‌شود که مصرف انرژی بی‌نهایت زیادی دارند، اگر بتوانیم خود را از سیطره ماشین خارج کنیم و به بارزه‌های ذاتی معماری بازگردیم احتمالاً خواهیم توانست ساختمان‌های جذاب تر و شهرهای پایدارتری بیافرینیم."
همچنین اینگلس در رابطه با قامت کمینه‌سازی فرم و بیشینه‌سازی محتوا می‌گویدما به آیکنوگرافی علاقه‌ای ویژه داریم، اما برای ما ایکن به معنای یک فریاد در برهوت شهر یا یک معماری پیکره تراشانه یا نوعی شکفتگی حجمی نیست، ایکن در فهم ما فشرده‌سازی حداکثر بیان در کمینه‌ترین حالت فرمی است، اگر بخواهم منظورم را در کمترین تعداد واژگان مطرح کنم، ایکن برای ما بسته‌بندی فشرده حداکثر عملکرد و کارایی در حداقل فیگورها و ژست هاست. آیکن فرم بهینه اقتصادِ فرم است، تقطیر ایده در خالص‌ترین فرم.
در طراحی کامپیوتری واژه‌ای داریم به نام گیم پلی gameplay منظور از این واژه این است که بهترین بازی کامپیوتری ان بازی ای نیست که در ان پیچیده‌ترین روایت یا بهترین گرافیک یا بی نظیرترین محیط مد نظر باشد، منظور این است که شما بتوانید مخاطب را به بالاترین سطح ارضا روحی برسانید اما از کمینه‌ترین ابزار استفاده نمایید. این جاست که وسوسه می‌شوم بگویم کمش هم زیاد است less is more. در برنامه‌نویسی کامپیوتری پیچیدگی یعنی انتقال بیشینه‌ترین حجم اطلاعات در قالب کمینه‌ترین حجم داده.
به بیان دیگر پیچیدگی بالاترین فرم سادگی است. این جاست که ما خود را شیفته معماری ایکنیک می‌یابیم، چرا که معماری آیکنیک حد اعلای پیچیدگی است. از سوی دیگر بر این باورم که در رکود اقتصادی حال حاضر این نوع از معماری دقیقاً همان معماری الزام اور است، معماری ای که حداکثر تأثیر را با حداقل ابزار به جای می‌گذارد، معماری ای که بیشترین آسایش را با کمترین میزان مصرف انرژی و بیشینه‌ترین وجه کارکردی را در کمترین میزان فضای لازم و بالاترین کیفیت زندگی را با کمترین گستره از منابع تأمین می‌کند.

## پروژه‌های تکمیل شده
- بیگ مِیز (پیچ بزرگ یا لابیرنت)در ساختمان موزه ملی -واشینگتن - آمریکا - (۲۰۱۴)
- موزه ملی دریایی دانمارک - هلسینگر - دانمارک - (۲۰۱۳)
- ورزشگاه گمل هله روپ-سالن ورزش و ساختمان فرهنگی -هله روپ - دانمارک - (۲۰۱۳ & ۲۰۱۴)
- پارک سوپرکیلن - کوپنهاگ - دانمارک - (۲۰۱۲)
- اتحاد میدان تایمز(ولنتاین) - نیویورک- آمریکا - (۲۰۱۲)
- پاویلیون اکسپو دانمارک - شانک‌های - چین - (۲۰۱۰)
- مجتمع مسکونی اِیْت (۸) - کوپنهاگ - دانمارک - (۲۰۱۰)
- مجتمع کوهستان - کوپنهاگ - دانمارک - (۲۰۰۸)
- بنیاد جوانان اسجاکت - کوپنهاگ - دانمارک - (۲۰۰۷)
- خانه‌های وی-ام - کوپنهاگ - دانمارک - (۲۰۰۶)
- بیمارستان روانپزشکی - هلسینگر - دانمارک - (۲۰۰۵)
- مرکز ساحلی نوجوانان - کوپنهاگ - دانمارک - (۲۰۰۴)
- بندرگاه بث - کوپنهاگ - دانمارک - (۲۰۰۲)